# Andesit
Andesit er en gråsort til sort, tæt og noget alkalisk lavabjergart som er blevet  til ved størkning af lava på eller nær jordoverfladen eller ved  hærdning af vulkansk aske. Den er ofte porfyrisk og er da ligesom porfyrit, men i modsætning til porfyritten er  den imidlertid blevet dannet i sen geologisk tid og indeholder derfor blandt andet vulkansk glas. 
I Norge er bjergarten kendt blandt andet fra ordovicium i Trondheimsfeltet. Diorit er en tilsvarende dybbjergart.